# 明石藩
明石藩（あかしはん）は、播磨国明石郡、播磨国美嚢郡（兵庫県明石市、神戸市西区、神戸市垂水区、兵庫県三木市）を領した藩。藩庁は明石城に置かれた。

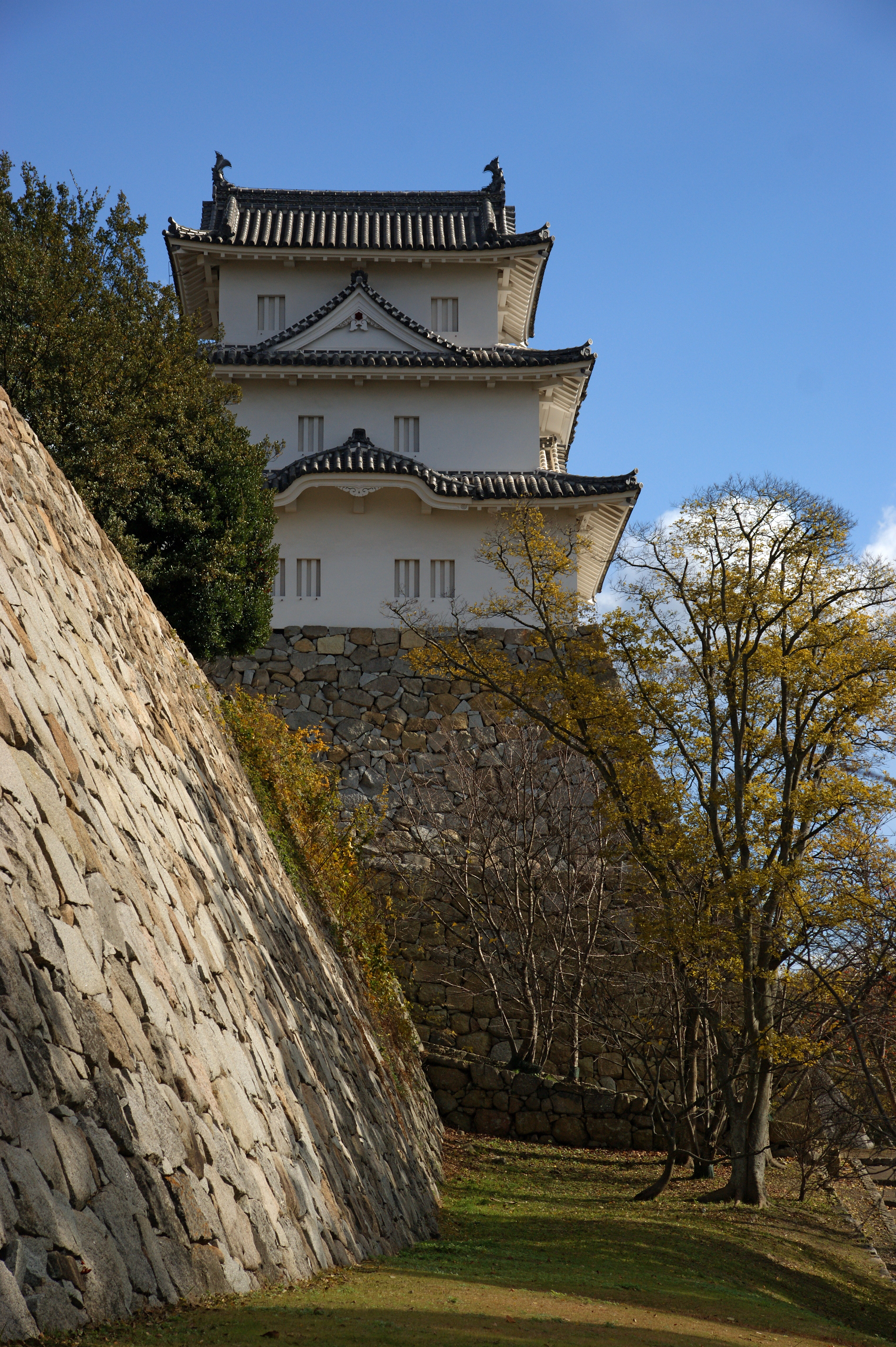
明石城跡

## 藩史
譜代と御家門の大名が頻繁に入れ替わった。

### 譜代大名家時代
江戸時代初頭は播磨一国を支配する姫路藩池田家の所領であった。元和3年（1617年）、池田光政が鳥取藩に転封となると、播磨の所領は、松平信康の娘・峯高院が嫁いだ小笠原秀政の明石藩10万石と、同じく妙高院が嫁いだ本多忠政の姫路藩15万石およびその部屋住料10万石、忠政の次男本多政朝の龍野藩5万石、徳川家康の娘・良正院の遺領を分配した赤穂藩3.5万石、平福藩2.5万石、山崎藩3.8万石とその池田家一族の鵤藩1万石、林田藩1万石の中小藩に分割された。そのうちの一つが明石藩である。
立藩は池田家が転封となった元和3年である。信濃国松本藩より秀政の嫡男・小笠原忠真が10万石で入封したことに始まる。忠真はそれまでこの地方の拠点であった、三木城、船上城（ふなげじょう）を廃し、明石城を建設した。この城の持つ性格は、海上交通の監視、西国大名への押さえの拠点城郭の一つとなったことである。寛永9年（1632年）、忠真は豊前国小倉藩に転封となった。
寛永10年（1633年）、信濃国松本藩より松平（戸田）庸直が7万石で入封した。翌年18歳で死去したため、兄・忠光の子・光重が継いだが、寛永16年（1639年）に美濃国加納藩へ転封となった。同地より交代で大久保忠職が7万石で入封したが、慶安4年（1649年）に肥前国唐津藩へ転封となった。同年、丹波国篠山藩より松平（藤井）忠国が7万石で入封する。嗣子・信之の時代に弟・信重に5千石を分知したため、6万5千石となった。延宝7年（1679年）、信之は大和国郡山藩に転封となった。なお、信之は名君の誉れ高く、新田開発を進めた。郡山転封後は老中となっている。同地より交代で、本多政利が6万石で入封する。過酷な政策を強いた罪により、天和2年（1682年）に陸奥国岩瀬藩1万石に減封の上、転封となった。

### 明石松平家時代
天和2年（1682年）、越前国大野藩より松平直明が6万石にて入封し、越前松平家の支配が廃藩置県まで続いた。8代・斉宣は11代将軍・家斉の二十五男で、この時2万石の加増を受け、8万石（10万石格）となった。
しかし、将軍家の子息を迎えることで莫大な費用を要し、財政難に一層の拍車がかかった。幕末には御家門の立場上佐幕派となり、鳥羽・伏見の戦いでも幕府方として参戦した。その後、明治政府方に帰順した。明治4年（1871年）、廃藩置県により明石県となり、姫路県・飾磨県を経て兵庫県に編入されている。越前松平家は明治17年（1884年）、華族令により子爵となった。

## 歴代藩主

### 小笠原家
譜代 10万石 （1617年 - 1632年）
1. 忠真

### 戸田松平家
譜代 7万石 （1633年 - 1639年）
1. 庸直
2. 光重

### 大久保家
譜代 7万石 （1639年 - 1649年）
1. 忠職

### 藤井松平家
譜代 7万石→6万5千石 （1649年 - 1679年）
1. 忠国
2. 信之 分知により6万5千石

### 本多家
譜代 6万石 （1679年 - 1682年）
1. 政利

### 明石松平家
親藩 6万石→8万石（10万石格） （1682年 - 1871年）
1. 直明
2. 直常
3. 直純
4. 直泰
5. 直之
6. 直周
7. 斉韶
8. 斉宣 8万石に加増
9. 慶憲
10. 直致

## 幕末の領地
- 播磨国
  - 美嚢郡のうち - 81村
  - 明石郡のうち - 145村（残部は寺社領でありほぼ全域）
- 美作国
  - 吉野郡のうち - 44村